# John Francis Sartorius
Pour les articles homonymes, voir Sartorius.

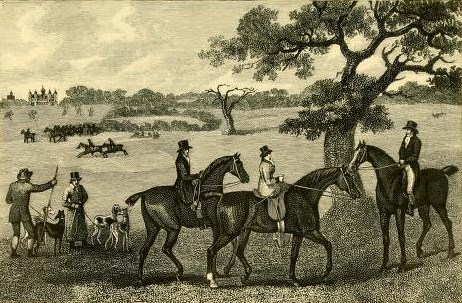
Tableau de J.-F. Sartorius

John Francis Sartorius est un peintre anglais né vers 1775 et mort en 1828.
Membre de la famille Sartorius (en) connue pour ses nombreux artistes, il est le fils de John Nost Sartorius (en) et petit-fils de Francis Sartorius (en).
Il s'est spécialisé dans la représentation des chevaux (dont les courses) et les scènes de chasse.
Son habitation dans Old Church Street (en) à Chelsea porte une plaque bleue.